# ガレロイ島

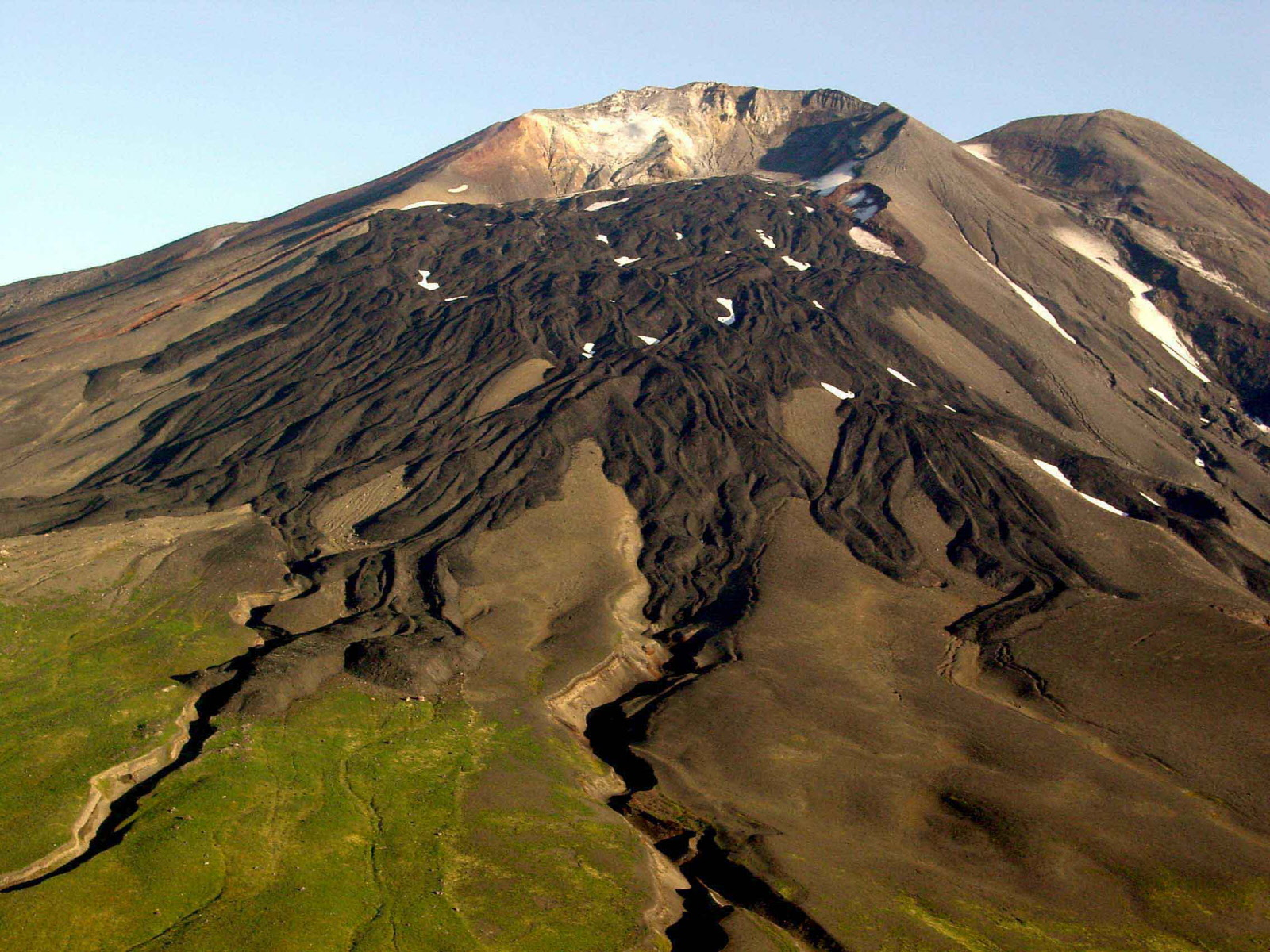
2003年4月に撮影された、ガレロイ山の南側面。

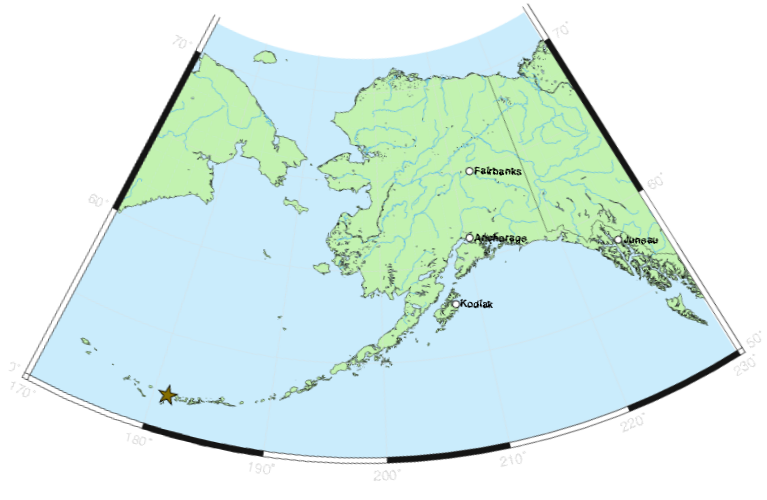
ガレロイ島の位置。

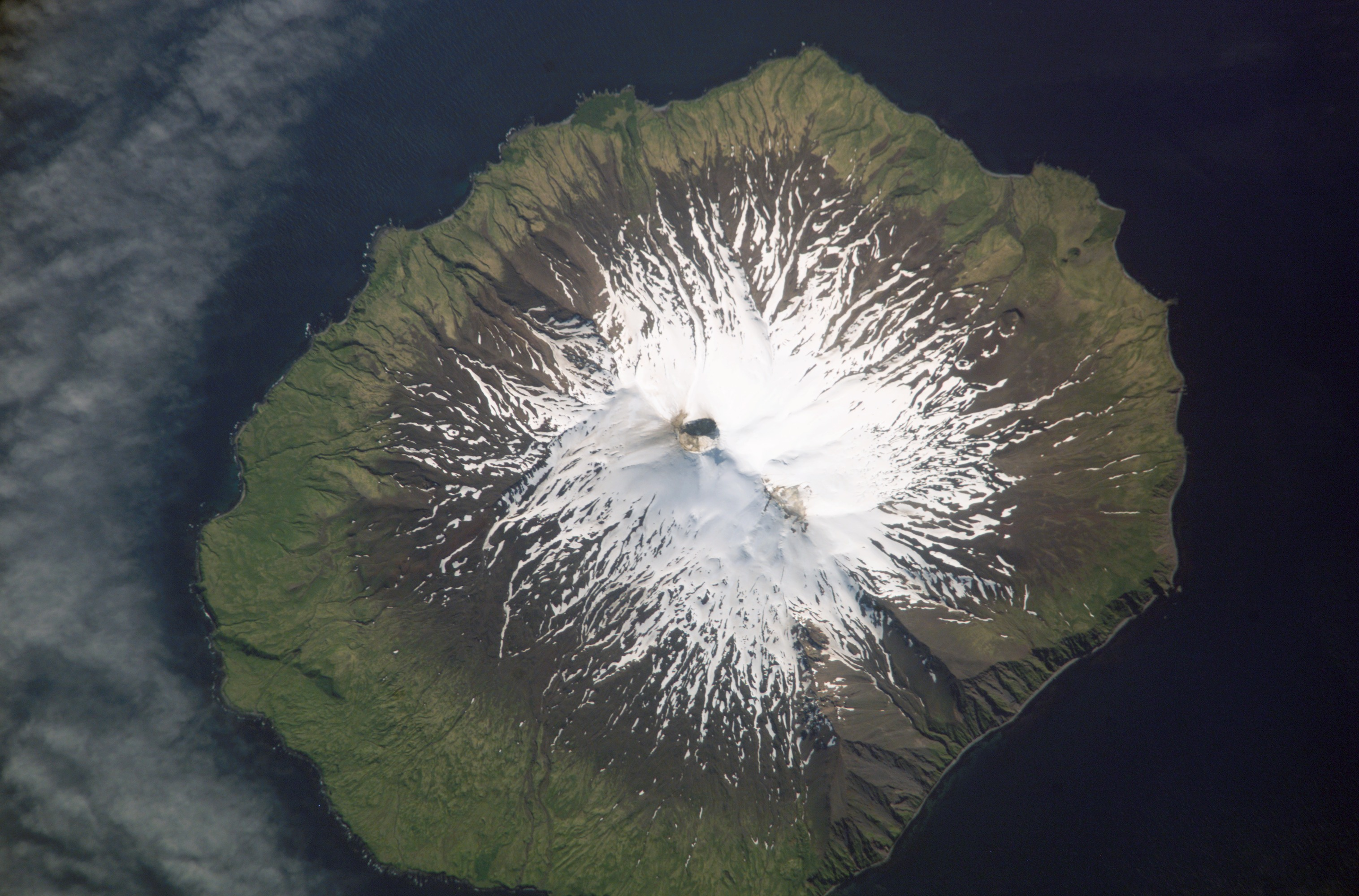
アメリカ航空宇宙局が撮影したガレロイ島。

ガレロイ島 (ガレロイとう、Gareloi、アレウト語: Anangusix̂)は、北太平洋に存在するアリューシャン列島の一部に当たる、アンドリアノフ諸島の西端部を構成するデラロフ諸島に属する、無人の火山島である。この島の面積は67.2km2程度だが、デラロフ諸島においては最大の島である。

## 地理
ガレロイ島は、タナガ海峡とアムチトカ海峡（昔は「アムチトカ水道」とも呼ばれた）との間に存在する、アメリカ合衆国のアラスカ州に属する島である。
この島は、ほぼ楕円形をしていて、長さ6マイル (9.7 km)、幅5マイル (8.0 km)、面積25.95平方マイル (67.2 km2)で、デラロフ諸島最大の島であり無人島である。しかし、島の北の浜辺には猟師の小屋が存在する。
ガレロイ島は溶岩、黒い溶岩、侵食溶岩、火山灰で構成され、低い斜面や谷が多くが草やツンドラで覆われている。海岸は絶壁であり、岩だらけである。しかし、島の周囲には昆布が繁茂していて、島の大部分を囲んでおり、その群落は沖合10ファゾムに及んでいる。なお10ファゾム以上の深さは、島の0.5マイルの範囲内にある。
島の中央部には、小さな鞍部を挟んで2つの頂を持つ、高さ5,161フィート (1,573 m)の成層火山のガレロイ山存在する。ガレロイ山の2つの頂のうち、北のわずかに高い頂の南縁には直径約300mの噴火口があり、ここには現在でも活発な噴気孔が幾つか見られる。直径80cm〜1600cmの13個の活発な噴気孔は、南から南東の亀裂に沿ってに並び、汀線から南の頂上に広がっている。これらの噴気孔は、1929年の爆発的な噴火で形成された。またこの噴火では、4つのブロック状の溶岩流と安山岩質凝灰岩を地上に吹き出し、山の南東側面、約1.5×3マイルの範囲を覆っている。なお、ガレロイ山は、1980年代に4回の噴火が、 1996年に未確認の噴火が1回あった。そのうちの1回を除く全てが爆発的噴火であったと見られている。この他、2007年春と夏、ガレロイ島で地震活動が増加し、時には1日あたり40回にも達した。

## 動物
この島にはヒトは住んでいない。海岸は切り立った岩の崖となっていて、ここには60万羽以上の海鳥が営巣するものの、そのほとんどが岩の割れ目に巣を作るウミスズメ科である。少なくとも62%はウミスズメ科のコロニーで、エトロフウミスズメが30%、ウミオウムが6%である。これらの種はそれぞれ、世界中の生息数の1％を超える。